# Александров, Владимир Владимирович (протоиерей)
Влади́мир Владими́рович Алекса́ндров (14 июля 1870, Херсонская губерния — 20 мая 1945, Балтимор, Мэриленд) — российский и американский религиозный деятель, протоиерей, деятель обновленчества, католичества («Русского апостолата»), Русской православной церкви.

## Биография
Родился 14 июля 1870 года в Херсонской губернии в сетье диакона. Окончил три класса Елисаветградского духовного училища. Окончил Одесские курсы учителей, псаломщиков и диаконов. С 1891 года учитель и псаломщик Херсонской епархии.
Принят в Алеутскую епархию. С 1895 года псаломщик Саввинской церкви города Джексон, штат Калифорния. С 1896 года псаломщик Спиридониевской церкви города Сиэтла, штат Вашингтон.
В 1896—1899 годы обучался в Уилсон модерн колледже. В 1899—1900 годы слушатель Вашингтонского университета.
В 1898 году рукоположен во диакона, назначен диаконом к Спиридониевской церкви города Сиэтла, штат Вашингтон. В 1899—1900 годы был православным миссионером в штате Вашингтон.
19 марта 1900 года назначен настоятелем Спиридониевской церкви города Сиэтла, штат Вашингтон. 19 марта 1900 года рукоположен во священника. Был первым православным миссионером Канады, где за короткое время построил 14 церквей и более 2 тысяч инородцев обратил в православие. Именно там разыгралась трагедия. Как значится в «San Jose Evening News» от 28 января 1904 года:

Преподобный Владимир В. Александров, пастор Греко-русской православной церкви, вчера вечером дал своему пятилетнему сыну Николаю чайную ложку стрихнина. Немедленно были вызваны три врача, но прежде чем они успели что-либо сделать, ребёнок умер в конвульсиях. И преподобный, и миссис Александров потрясены этой ужасной ошибкой.

Александров думал, что вводит пенопептин в соответствии с инструкциями врача, но вместо этого взял флакон со стрихнином. Лекарства были во флаконах [одинакового] размера. У Александровых было только двое детей, и у них осталась маленькая девочка. Преподобному Севастиану Дабовичу из Сан-Франциско прислали телеграмму, и он прибудет вовремя, чтобы провести заупокойную службу в следующую субботу.
Мэтью Нэйми написал по этому поводу: «Это, должно быть, одна из самых печальных историй в ранней истории американского православия, и она также иллюстрирует фармацевтическую промышленность на рубеже веков. У Александровых, без сомнения, в доме был стрихнин для уничтожения грызунов, но он был в том же флаконе, что и само лекарство, и, очевидно, хранился в том же месте. <…> Обычно, если священник лишает себя жизни — даже случайно, — он не может продолжать служить у алтаря. Святой Тихон, который был русским епископом во время трагедии, должно быть, решил проявить икономию в этом случае. Отец Александров был молодым священником с семьёй, и он, очевидно, безмерно страдал. Потеря его священства сделала бы всё только хуже». Уже он был 26 июля 1904 года награждён скуфьёй, а 6 мая 1908 года — камилавкой.
С 31 мая 1905 года настоятель Александро-Невской церкви города Аллегейни, штат Пенсильвания. С 1906 года священник Трехсвятительской церкви города Анзонии, штат Коннектикут. С 1909 года настоятель Троицкой церкви города Чикаго, штат Иллинойс. С 1912 года настоятель Троицкой церкви города Сан-Франциско, штат Калифорния.
В 1917 году уволен из Алеутской епархии, с переводом в Россию. 6 марта 1917 года пароходом выехал в Россию. 30 мая 1917 года награждён саном протоиерея. Вернувшись из поездки в Россию, Александров обнаружил, что его жена исчезла, а с его банковского счета пропало 19000 долларов. Виновником в обоих случаях был Василий Дворников, помощник священника Владимира Александрова. Дворников и миссис Александров были любовниками и сбежали в Буэнос-Айрес, Аргентина, со всеми деньгами Александровых. Отец Александров направил открытое письмо в газеты, датированное 7 октября 1917 года:

Миссис Роуз В. Александроф, где бы она ни была.
Дорогая жена: Первого октября я вернулся из России и обнаружил, что ты пропала. Я знаю из ваших писем о вашем желании присоединиться ко мне в России. Что бы с вами ни случилось, пожалуйста, знайте о моей абсолютной вере в вашу доброту, правдивость и любовь ко мне и детям и не обращайте никакого внимания на клеветнические лживые истории.
Никто им не поверил, поскольку ваш благородный и образцовый послужной список жены и материнства в течение двадцати лет со мной, известный многим, говорит в вашу пользу, и если вы стали жертвой заранее спланированного преступного сговора с целью ограбления тех, кому мы с вами помогали в их нуждах и кто, ограбив вас, все равно, если вас пытаются опорочить, пожалуйста, ни на минуту не стесняйтесь обращаться к соответствующим властям и ко мне, поскольку я гораздо больше забочусь о вас, когда вы страдаете.
Верь в Божью милость и помощь, в мою вечную преданность тебе и в то, что скоро раны наших сердец заживут, и мы станем ещё счастливее. Моя поездка в Россию была особенно успешной. Я получил особые почести за мои заслуги перед Отечеством в связи с этой благословенной Богом страной и питаю полную надежду, что мы будем наслаждаться жизнью с нашими дорогими детьми лучше, чем когда-либо прежде. Мой адрес: 834 Cabrillo street, telephone Pacific 8381, San Francisco, Cal.
ПРЕПОДОБНЫЙ ПРОТОИЕРЕЙ ВЛАДИМИР АЛЕКСАНДРОВ.
Оригинальный текст (англ.)October 7, 1917.

Mrs. Rose V. Alexandrof, wherever she may be.
Dearest Wife: October first I returned from Russia finding you missing. I know from your letters your desire to join me in Russia. No matter what may have happened to you, please know my absolute faith in your goodness, truthfulness and love for me and children and pay no attention whatsoever to the slandering false stories.
Nobody believed them, as your noble and exemplary record of wifehood and motherhood for twenty years with me, known by many, stands well in your favor, and if you fell victim of prearranged criminal plot of robbery of those whom you and I were helping in their needs and who having robbed you, still, are trying to defame you, please do not for a moment hesitate to communicate with proper authorities and me, as I care so much more for you when you are suffering.
Trust in God’s mercy and help and in my everlasting devotion to you and that soon our hears’ wounds will heal and we will become still happier. My trip to Russia was especially successful. I received special honors for my services to my fatherland in connection with this God-blessed country and have full hope that we shall enjoy life with our dear children better than ever before. My address is 834 Cabrillo street, telephone Pacific 8381, San Francisco, Cal.

REV. ARCHPRIEST VLADIMIR ALEXANDROF.

Большое жюри присяжных предъявило Дворникову обвинение в крупном хищении, и он был арестован по прибытии в Буэнос-Айрес. С ним была госпожа Александрова. Позже Александр Введенский на обновленческом поместном соборе в октябре 1925 года так описывал эту ситуацию: «большую семейную драму перенёс обновленец протоиерей Владимир Александров, служивший в Миссии 29 лет. Отправляясь в Россию в отпуск, Александр просил бывшего епископа Немоловского назначить на его приход временного заместителя. Немоловский, не имея денег на проезд в Россию, занял у Александрова 1000 долларов. Но у Немоловского неискоренимая черта занимать деньги и их никогда не возвращать. На место Александрова назначен священник Дворников, женившийся богатой невесте из евреев. Дворников пои квартиро Александрова и довёл его жену до сумасшествия. Пред возвращением Александрова из России Дворниковым была составлена фальшивая каблеграмма от имени самого Александрова, чтобы она взяла 18.000 долларов из банка и выезжала к нему навстречу в Ньюиорк. Александрова поверила и с деньгами поехали вместе с Дворниковым, будто бы, получившим место и Ньюиорке. Дорогой Дворников велел спутнице пересесть другой поезд под предлогом, что этот идёт по другому направлению. Александрова поверила и уехала вместо Ньюиорка на юг, где после больших странствований попала в Аргентину. Протоиерей Александров через долгое прими пошел её там в доме сумасшедших. Деньги остались на руках у Дворникова, который за это приговорен был к 20-ти летнему заключению в тюрьму».
В это же время вместе со священником Иоанном Кедровским начал активно выступать с критикой своих епископов. В 1917 года вместе с Кедровским стал организатором «Федерации духовенства и мирян», провозгласившей себя «независимой от имперских директив и законов». 27 января 1918 года вместе с Иоанном Кедровским был запрещён в служении епископом Александром (Немоловским) и уволен из состава Православной российской миссии в США..
В 1923 году вслед за Иоанном Кедровским перешёл в обновленческий раскол, где с него было снято запрещение. 15 июля 1924 года Кедровский совершил наречение протоиерея Владимира Александрова во архиепископа Западных Штатов Аляски и Северо-Западных территорий Канады. 8 августа 1924 года постановлением Всероссийского обновленческого Синода назначен «епископом» Тихоокеанским и Аляскинским, управляющим обновленческими приходами западных штатов Северной Америки. 2 мая 1925 года был вызван в Москву для хиротонии во епископа Аляскинского, но ехать отказался. Хиротония таким образом не состоялась и затем постоянно переносилась из-за противодействия Ивана Кедровского и отсутствия второго архиерея. Был награждён митрой. В 1932 году обновленческим Священным синодом Православных церквей в СССР вторично рассматривался вопрос о епископской хиротонии, но решён не был.
В 1932 году подал иск в Верховный суд округа Кинг, пытаясь завладеть имуществом церкви Святого Спиридона. Александров выиграл дело, но прихожане храма святого Спиридона забрали из церкви всё: иконы, священные сосуды и т. д. Александров остался с пустой церковью и, по сути, без прихожан.
«Провёл несколько месяцев во францисканском монастыре Греймур в Гаррисоне, штат Нью-Йорк, в течение периода медитации и молитвы, прежде чем принять римско-католическую веру». 1 июня 1933 года принят в католицизм с принесением обета безбрачия. Чин присоединения совершил епископ Пётр Бучис, о чём было широко сообщено в прессе. По видимому Александров обманул принимавшую его католическую сторону по части наличия у него архиерейского сана, так как римская курия признала его епископское достоинство. 26 августа 1933 года Иваном Кедровским запрещён в священнослужении.
Поселился в католическом монастыре. Был профессором Восточного факультета Университета святой Марии в городе Балтиморе, штат Мэриленд. Развёлся.
В феврале 1944 года заявил о решении вернуться в православие. В рапорте митрополита Вениамина (Федченкова) в Московскую патриархию предлагался кандидатом во епископа Аляскинского, но хиротония не состоялась. Скончался 20 мая 1945 года в Балтиморе, штат Мэриленд.